# أحمد محمد عشوش
أحمد محمد عشوش هو رياضي مصري سبق له الفوز في البطولة الأفريقية لألعاب القوى في رياضة رمي الأثقال، وذلك في سنة 1984 وسنة 1985 وسنة 1988، كما فاز بالميدالية البرونزية في دورة الألعاب الأفريقية لسنة 1987.

## روابط خارجية
- أحمد محمد عشوش على موقع الاتحاد الدولي لألعاب القوى (الإنجليزية)
- أحمد محمد عشوش على موقع أوليمبيديا (الإنجليزية)